# Australian Open
Die Australian Open (kurz AusOpen oder AO; auch bekannt als Happy Slam) sind das erste der vier Grand-Slam-Turniere des Jahres. Das Tennisturnier wird seit 1987 jeweils im Januar in Melbourne, der größten Stadt Australiens (Stand 2025), ausgetragen. Die Australian Open sind das größte regelmäßige Sportereignis auf dem australischen Kontinent.
Die 113. Australian Open 2025 fanden vom 12. bis 26. Januar 2025 statt. Die Einzel-Sieger bei den Herren (ATP) und Damen (WTA) erhielten jeweils 3.500.000 Australische Dollar, umgerechnet etwa 2.111.000 Euro. Insgesamt wurde ein Preisgeld von 96.500.000 Australische Dollar ausgeschüttet.

## Geschichte
1904 wurde unter Mitwirkung von Australien und Neuseeland die Australasian Lawn Tennis Association gegründet, um die Australasian championships auszurichten und am Davis Cup teilzunehmen. Im November 1905 wurde auf dem Warehouseman’s Cricket Ground im Albert Park zu Melbourne die erste Meisterschaft von Australien und Neuseeland ausgetragen, an der 17 Männer teilnahmen. Das erste Finale gewann vor rund 5.000 Zuschauern Rodney Heath gegen Dr. Arthur Curtis.
In den folgenden Jahren wechselten die Austragungsorte der Meisterschaften zwischen Australien und Neuseeland. 1922 zog sich Neuseeland aus der Partnerschaft zurück. 1927 wurde das Turnier folgerichtig in Australian championships umbenannt. Nach Sydney (17-mal), Adelaide (14-mal), Brisbane (achtmal), Perth (dreimal) und zwei Austragungen in Neuseeland (1906 und 1912) folgte 1972 der endgültige Umzug nach Melbourne.
Seit 1922 werden Dameneinzel, Damendoppel sowie (nicht von 1970 bis 1986) ein Mixed-Wettbewerb ausgetragen. Das Turnier fiel von 1916 bis 1918 sowie von 1941 bis 1945 aufgrund der Weltkriege aus. Das erste Endspiel gewann Margaret Molesworth. Die weiteren Jahre dominierte Daphne Akhurst, die insgesamt fünf Einzeltitel gewann. Nachdem sie im Alter von 29 Jahren gestorben war, wurde ihr zu Ehren der Pokal für das Dameneinzel Daphne Akhurst Memorial Cup benannt. Die in der Einzelkonkurrenz siegreichen Herren erhalten den Norman Brookes Challenge Cup.
In den 1960er Jahren drückten Margaret Smith Court und Rod Laver dem Turnier ihren Stempel auf. Court gewann insgesamt elfmal den Einzeltitel, achtmal den Doppeltitel und viermal den Mixed-Titel. 1970 erreichte sie mit dem Gewinn des Grand Slam ihren Höhepunkt. Laver, dem als bislang einzigem Spieler zweimal (1962 und 1969) ein Grand Slam gelungen ist, gewann dreimal den Einzeltitel der Australian Open.
1969 wurde das Turnier ein offenes und in Australian Open umbenannt. 1973 wurde der Melbourner Stadtteil Kooyong bis Januar 1987 zum festen Austragungsort der Australian Open. Bis 1977 wurde das Turnier im Januar ausgetragen, danach wechselte der Termin in den Dezember, so dass das Turnier 1977 zweimal stattfand. 1986 fand kein Turnier statt, weil man ab 1987 wieder im Januar spielte und den Termin mit dem Masters tauschte. 1988 wurde erstmals im Flinders Park (1997 umbenannt in Melbourne Park) gespielt. Zugleich wurde auf der neuen Anlage nun auf Hartplatz – sogenannten Rebound-Ace-Courts – gespielt und nicht mehr auf Rasen. 2008 wechselte man den Hartplatzbelag auf Plexicushion-Hartplätze, seit 2020 wird auf GreenSet gespielt.

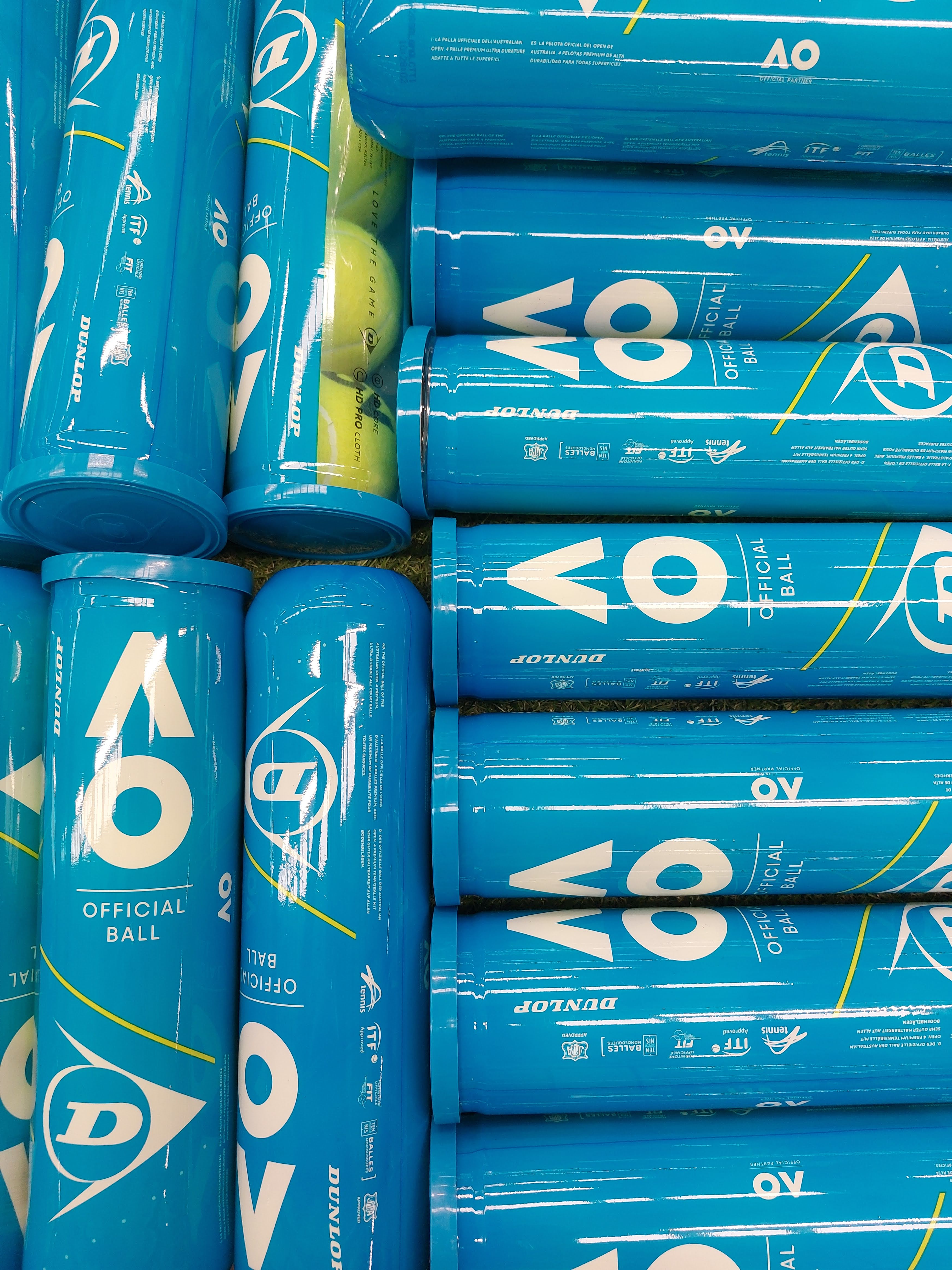
DUNLOP Tennisball Australian Open

Die letzten australischen Sieger waren Mark Edmondson (1976) und Ashleigh Barty (2022). Edmondson war zum Zeitpunkt seines Sieges nur die Nummer 212 der Weltrangliste. Keinem anderen Spieler ist seitdem ein Grand-Slam-Titelgewinn mit einem so niedrigen Ranglistenplatz gelungen.
Steffi Graf besiegte hier 1988 im Endspiel Chris Evert. Es war der Auftakt für ihren Golden Slam und zugleich das erste Finale eines Grand-Slam-Turniers, das unter geschlossenem Dach stattfand. 2003 sowie 2005 bis 2007 war dies erneut der Fall.
Seit am 30. April 1993 Monica Seles während ihrer Viertelfinalbegegnung beim Tennisturnier in Hamburg gegen Magdalena Maleewa von dem psychisch gestörten Günter Parche, einem damals 38-jährigen deutschen Fan ihrer stärksten Kontrahentin Steffi Graf, beim Seitenwechsel mit einem Messer in den Rücken gestochen worden war, stehen beim Seitenwechsel Sicherheitsleute im Rücken der Spieler.
2002 wurde bei den Australian Open als erstem Grand-Slam-Turnier Rollstuhltennis als eigener Wettbewerb hinzugefügt. Dem folgten 2005 die Wimbledon Championships und die US Open sowie 2007 die French Open.
Seit 2005 wurden Tennisbälle von Wilson verwendet. Ab 2019 wechselte man zu Tennisbällen von Dunlop, den DUNLOP Tennisball Australian Open, die sich innerhalb des durch die ITF vorgeschriebenen Gewichtsstandards für Tennisbälle im Bereich von 56 bis 59,4 g bewegen. Sechs Bälle sind gleichzeitig in Verwendung, die erstmals nach sieben Spielen und dann alle weiteren neun Spiele gegen neue Bälle ausgewechselt werden. Sie haben ein Gewicht von 56 g, was zu manchen Protesten der Turnierspieler führte, weil damit die Ballgeschwindigkeit und der Spin reduziert sind. Dies wiederum führt zu längeren Ballwechseln. 2024 wurden 72.000 Tennisbälle verbraucht. Der Verbrauch stieg 2025 auf 86.400 Bälle.
Seit 2015 übernimmt der japanische Sportartikelhersteller Yonex den Besaitungsservice für die Teilnehmer der Australian Open. 20 Besaiter sind unter der Rod Laver Arena tätig. 2025 wurden während des zweiwöchigen Turniers 86,400 Dunlop Tennisbälle verbraucht. 7769 racquets wurden durch das Yonex Stringing Team neu besaitet. Dies übertraf 2024 mit 7072 Besaitungen. Seit 2015 waren es insgesamt 64.000 Besaitungen.

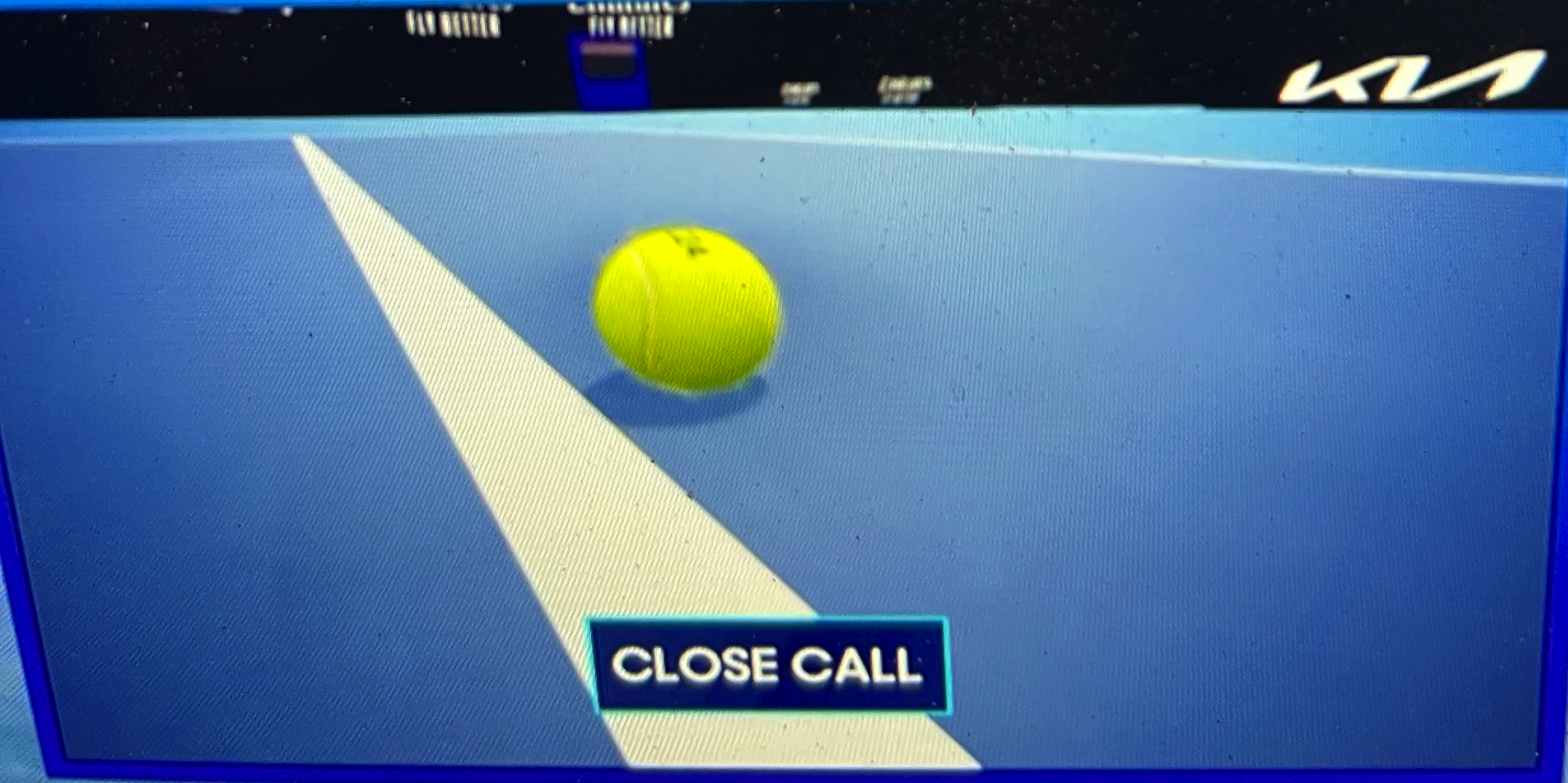
Hawk-Eye: Einblendung einer knappen Entscheidung

Hawk-Eye ist ein computergestütztes System einer Tochtergesellschaft von Sony zur Ballverfolgung. Erstmals wurde es bei den Australian Open 2007 mit sechs Kameras in der Rod Laver Arena eingesetzt. Das Unternehmen hat seine Technologie zu „Hawk-Eye Live“ weiterentwickelt, mit der gleichzeitig zehn Kameras benutzt werden, um in Echtzeit Ballwechsel zu erfassen. Die Hochgeschwindigkeitskameras nehmen dabei 340 Bilder pro Sekunde auf. Die Australian Open 2021 waren dann das erste Grand-Slam-Turnier, bei dem „Hawk-Eye Live“ für alle Spiele anstelle von Linienrichtern eingesetzt wurde, unter anderem, um die Anzahl der Schiedsrichter während der COVID-19-Pandemie zu reduzieren. Überwiegend sind die Kameras an der Unterseite des Stadiondachs angebracht und verfolgen den Ball aus verschiedenen Winkeln. Die Videoaufzeichnungen der Kameras werden dann trianguliert und kombiniert, um eine dreidimensionale Darstellung der Flugbahn des Balls zu erstellen. Dabei wird bei Bällen, die außerhalb der vorgegebenen Linien landen, ein „Aus“-Ruf durch einen Lautsprecher wiedergegeben, der einen „Aus“-Ton eines menschlichen Linienrichters emuliert. Ebenso werden strittige (close call) Bälle auf eine Leinwand in einer 3D-Animation projiziert. Auch Fußfehler während des Aufschlags werden durch das System erfasst.
Bei den Australian Open wird seit 2019 beim Stande von 6:6 im Entscheidungssatz des Einzels ein Match-Tie-Break bis 10 Punkte gespielt.
Als Reaktion auf den russischen Überfall auf die Ukraine seit Februar 2022 dürfen Spieler und Spielerinnen aus Russland und Belarus, bei den Australian Open 2023 und 2024 nicht unter ihrer Flagge antreten.
2024 fanden das erste Mal die Spiele der ersten Runde an drei anstatt an zwei Tagen statt. Die Matches auf den zentralen Plätzen Rod Laver Arena und Margaret Court Arena umfassen zwei statt drei Begegnungen, um zu vermeiden, dass Spiele, wie beim Zweitrundenmatch am 19. Januar 2023 zwischen dem Briten Andy Murray und dem Australier Thanasi Kokkinakis, bis in die frühen Morgenstunden dauern, als das Spiel nach 5:45 Stunden um 04:05 Uhr Ortszeit endete. Es war das zweitlängste Match in der Geschichte der Australian Open. Der Turnierdirektor Craig Tiley sah zunächst keine Notwendigkeit, den Zeitplan anzupassen, musste sich aber letztlich der heftigen Kritik aus Spieler- und Kommentatorenkreisen beugen. Das Turnier des Hauptfelds wurde von 14 auf 15 Tage um einen Tag verlängert und beginnt bereits einen Tag früher, am Sonntag, den 14. Januar 2024.
An der Vorbereitung und Durchführung der Australian Open 2024 sowie 2025 waren jeweils 12.000 Personen beteiligt. Neben den Siegern erhielten bisher die Stuhlschiedsrichter einen Ehrenteller. Diese Ehrung wurde 2025 erstmalig auf die jeweiligen Trainer des Siegers und der Siegerin ausgeweitet, sowie für einen Balljungen und ein Ballmädchen, die im Ranking der Balljungen und Ballmädchen führend waren. Zusätzlich dürfen sie nach Paris fliegen, um auch bei den French Open 2025 eingesetzt zu werden. Ein Team von 400 Balljungen und -mädchen zwischen 12 und 15 Jahren wird während der Australian Open eingesetzt. Bis zum Anmeldeschluss am 1. Dezember 2024 haben sich 2500 Jugendliche für die Australian Open 2026 beworben. Ihr Training beginnt im Mai 2025.
Nachdem das Coaching während des Matches inzwischen erlaubt worden war, wurden 2025 erstmals bei den Australian Open die Spielerboxen teilweise unmittelbar am Spielfeldrand platziert, in direkter Nähe der Handtuchbehälter, die die Spieler und Spielerinnen zwischen zwei Ballwechseln aufsuchen.
2025 hat erstmals In Zusammenarbeit zwischen AO LABS mit Exar.live eine Pilotanwendung für Trainer und Spieler entwickelt, mit der sie ihre Spiele in einer räumlichen Computerumgebung mit dem Apple Vision Pro nachempfinden können.

## Plätze
Gespielt wird seit 1988 im Melbourne Park, der eigens für dieses Sportereignis geplant wurde und auf einer Fläche von 20 Hektar insgesamt 24 Hartplätze bietet. Die drei größten Plätze sind die mit Schiebedächern ausgestatteten Stadien Rod Laver Arena (14.820 Zuschauerplätze), Melbourne Arena (10.000 Plätze) und Margaret Court Arena (über 7.500 Plätze). Mit größeren Tribünen ausgestattet sind auch die Kia Arena, die 1573 Arena, sowie der Show Court 3. Die Courts 4–15, 19 und 20 werden für die Dauer des Turniers mit temporären Tribünen versehen, die zwischen 50 und 2.500 Sitzplätze bieten. Der Namenssponsor der Melbourne Arena war von 2008 bis August 2018 das chinesische Elektronikunternehmen Hisense. Sie wurde im Dezember 2020 nach einem früheren Premier des australischen Bundesstaats Victoria in John Cain Arena umbenannt.
Bis 1987 wurde auf Rasenplätzen gespielt, seitdem jedoch auf Hartplatzbeläge. Der grüne Rebound Ace wurde bis 2007 verwendet und der blaue Plexicushion seit 2008. Ab 2020 wird auf GreenSet in der Version Medium-fast gespielt.
Laut der Regeln für extreme Hitze dürfen die Dächer der Arenen ab 39 °C geschlossen werden. Insgesamt gibt es neben der Temperatur weitere drei Parameter, die entscheidend dafür sind, ob eine Partie unterbrochen werden muss: Hitze-Strahlung, Luftfeuchtigkeit und die Wind-Geschwindigkeit. Die Werte werden an fünf Stellen im Melbourne-Park gemessen. Zusammengefasst wird das dann auf einer Skala, die von eins (alles gut) bis fünf (Spielunterbrechung und Trainingsverbot) geht. Zusätzlich steht den Spielern eine tragbare, batteriebetriebene Klimaanlage (IcyBreeze) zur Verfügung, aus der sie sich über einen Schlauch von kalter Luft anblasen lassen können. Geeiste Handtücher liegen in einem Kühlschrank bereit.

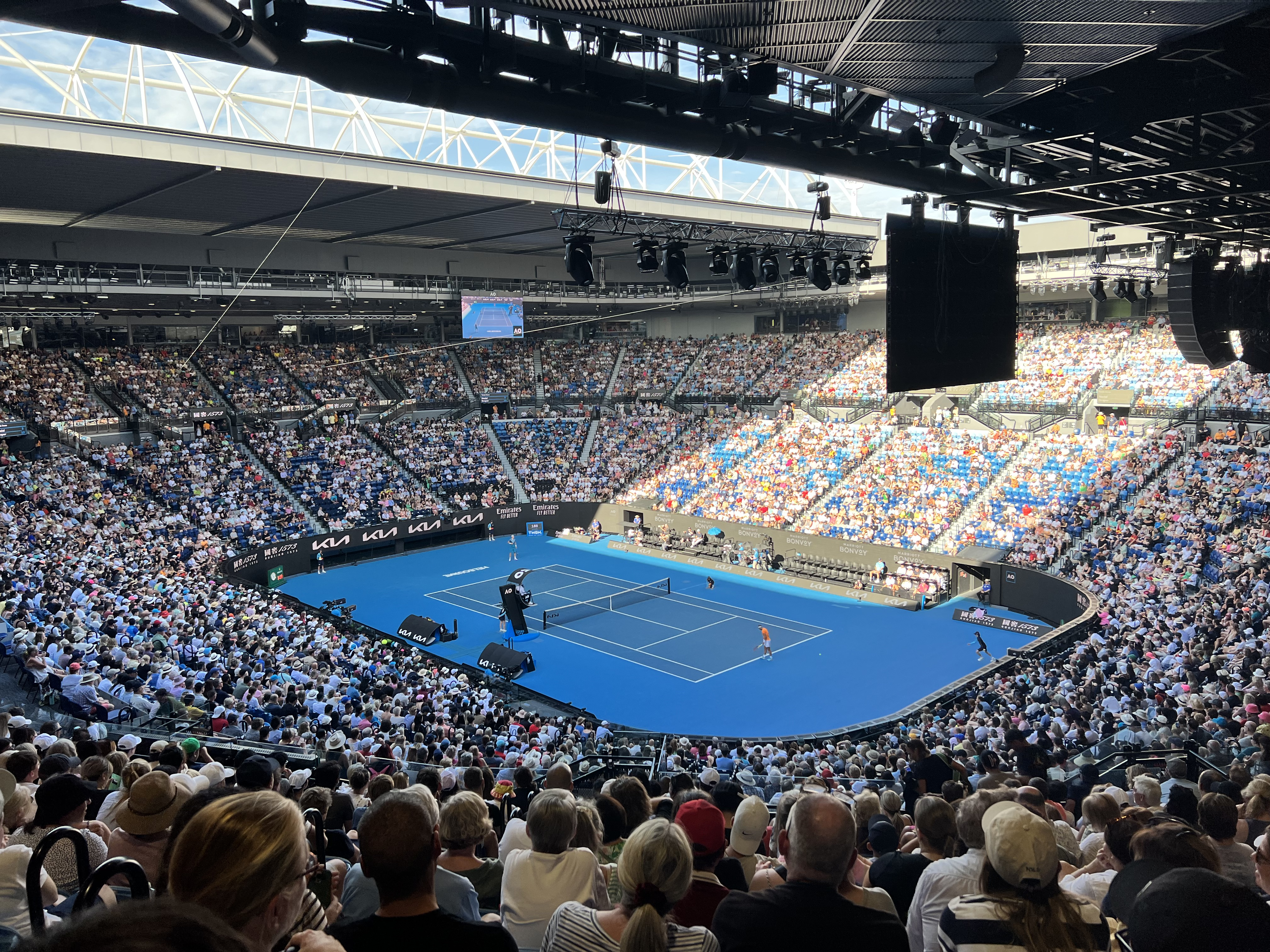
Centre-Court der Rod Laver Arena, 14.820 Zuschauerplätze
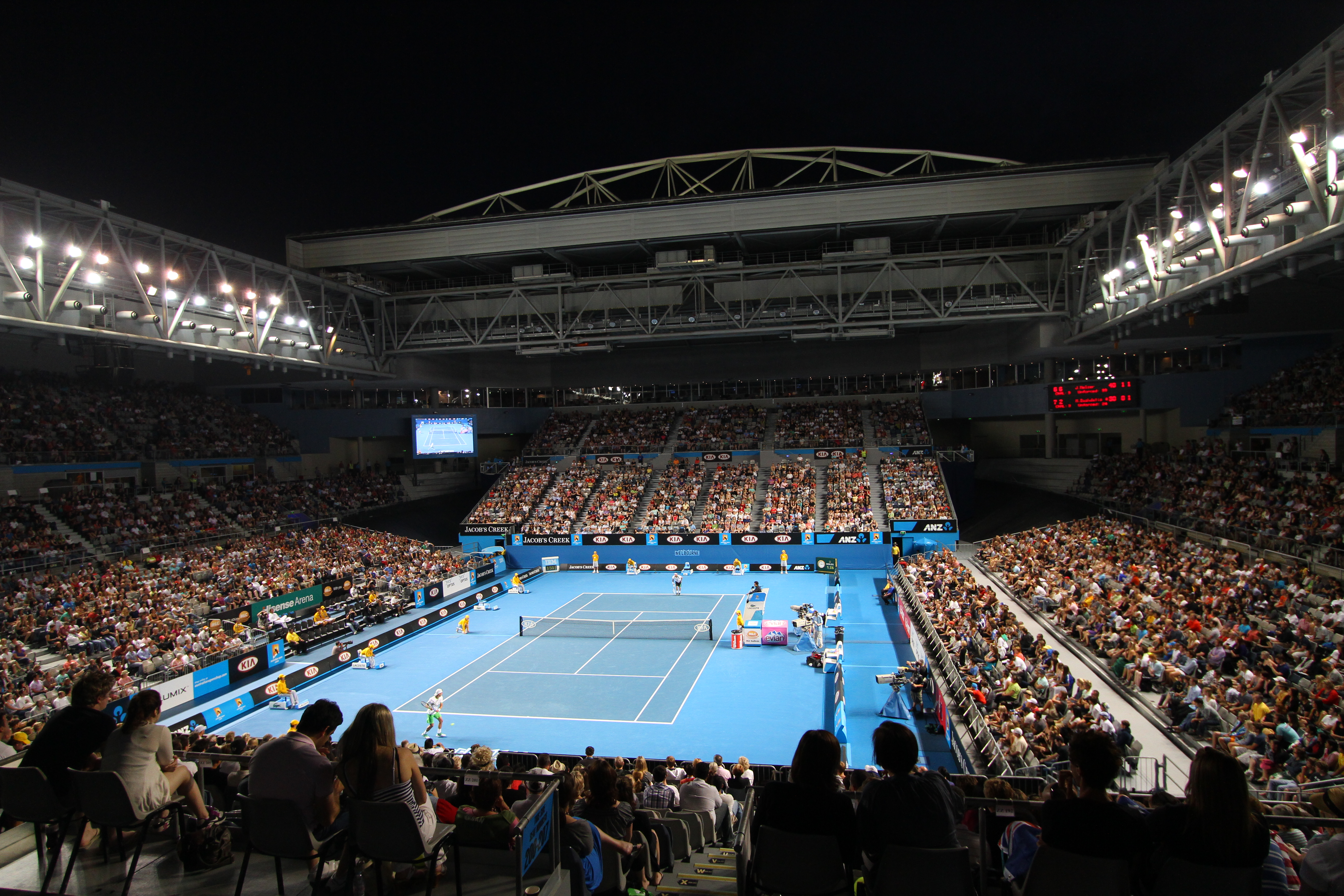
Die John Cain Arena, mit 10.500 Plätzen das zweitgrößte Stadion im Melbourne Park
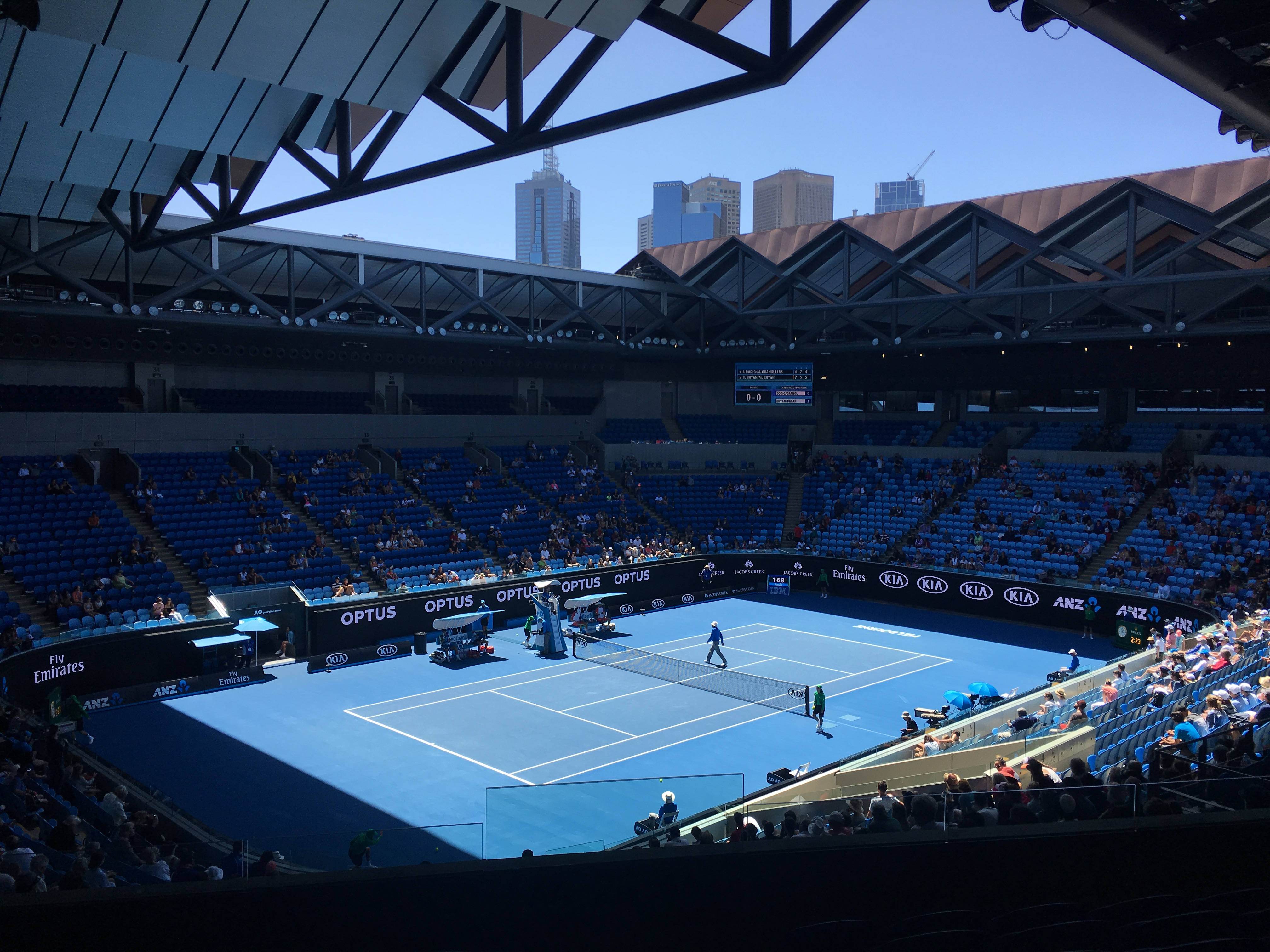
Die Margaret Court Arena, der drittgrößte Platz der Anlage, über 7.500 Plätze
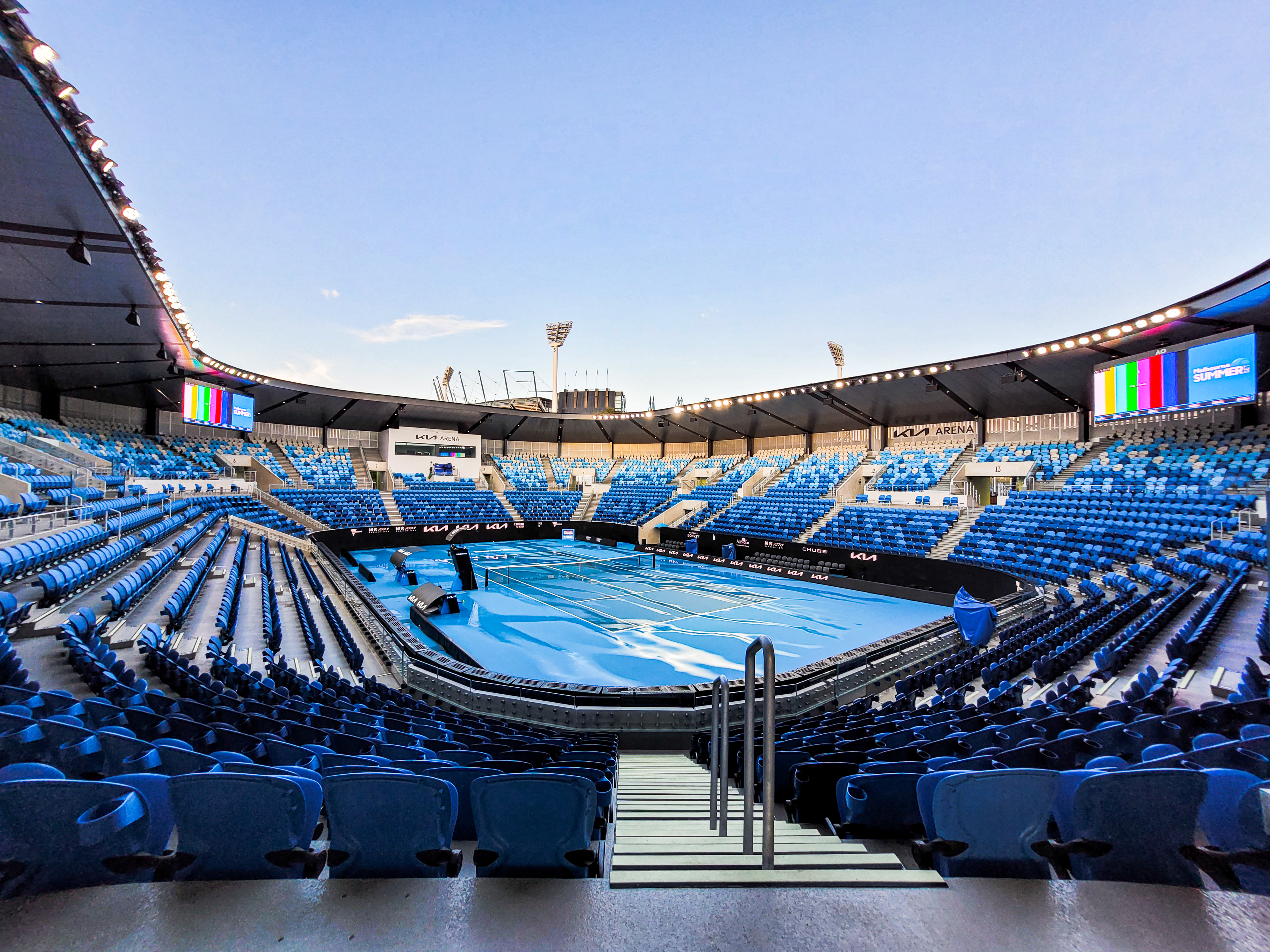
Kia Arena, seit 2021 nach dem Sponsor Kia Motors benannt, früher: Show Court Arena; 5.000 Plätze
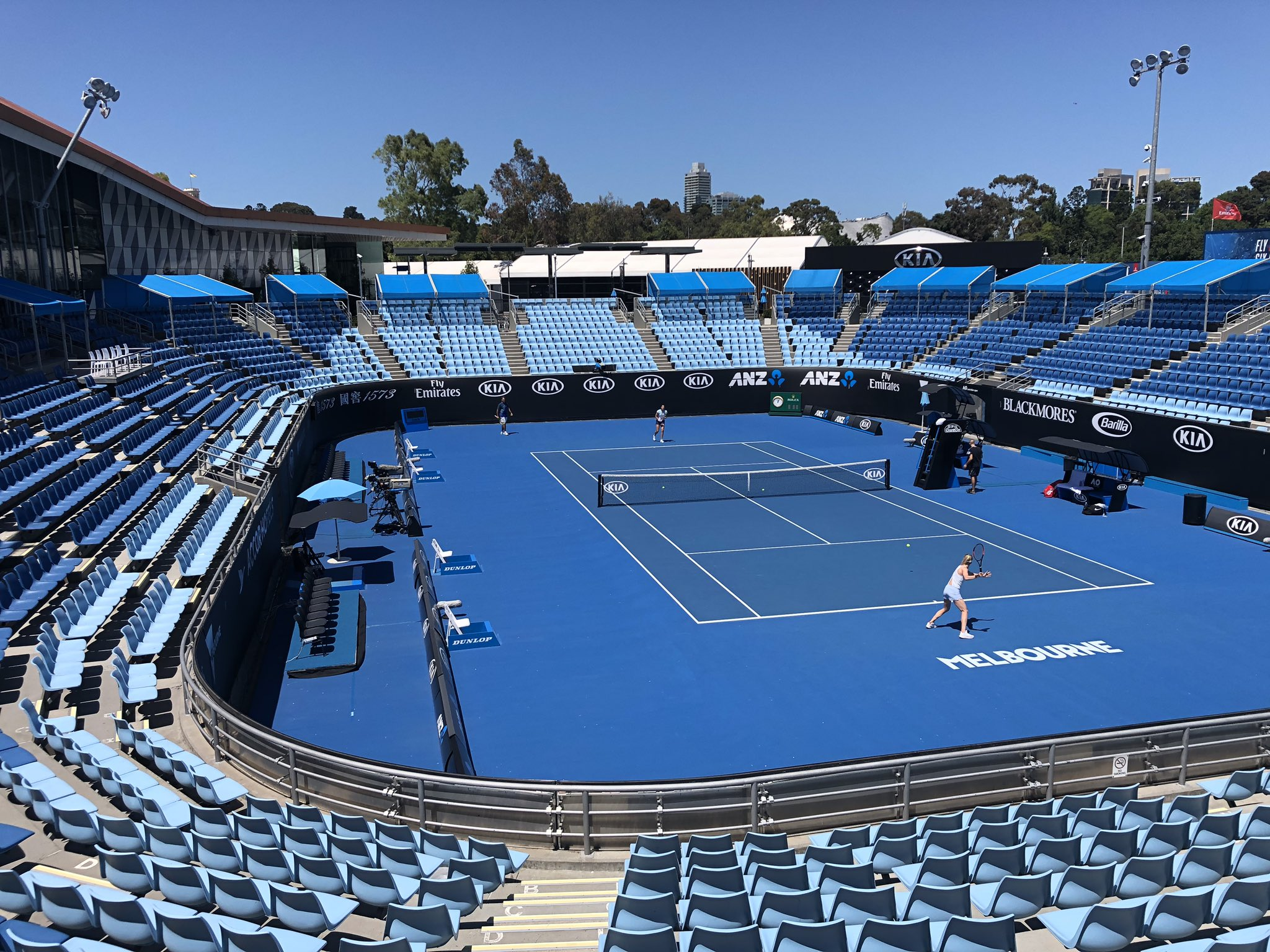
1573 Arena (seit 2019, früher: Show Court 2), benannt nach dem Sponsor des Baijiu Likör-Herstellers Luzhou Laojiao) mit 3.000 Plätzen
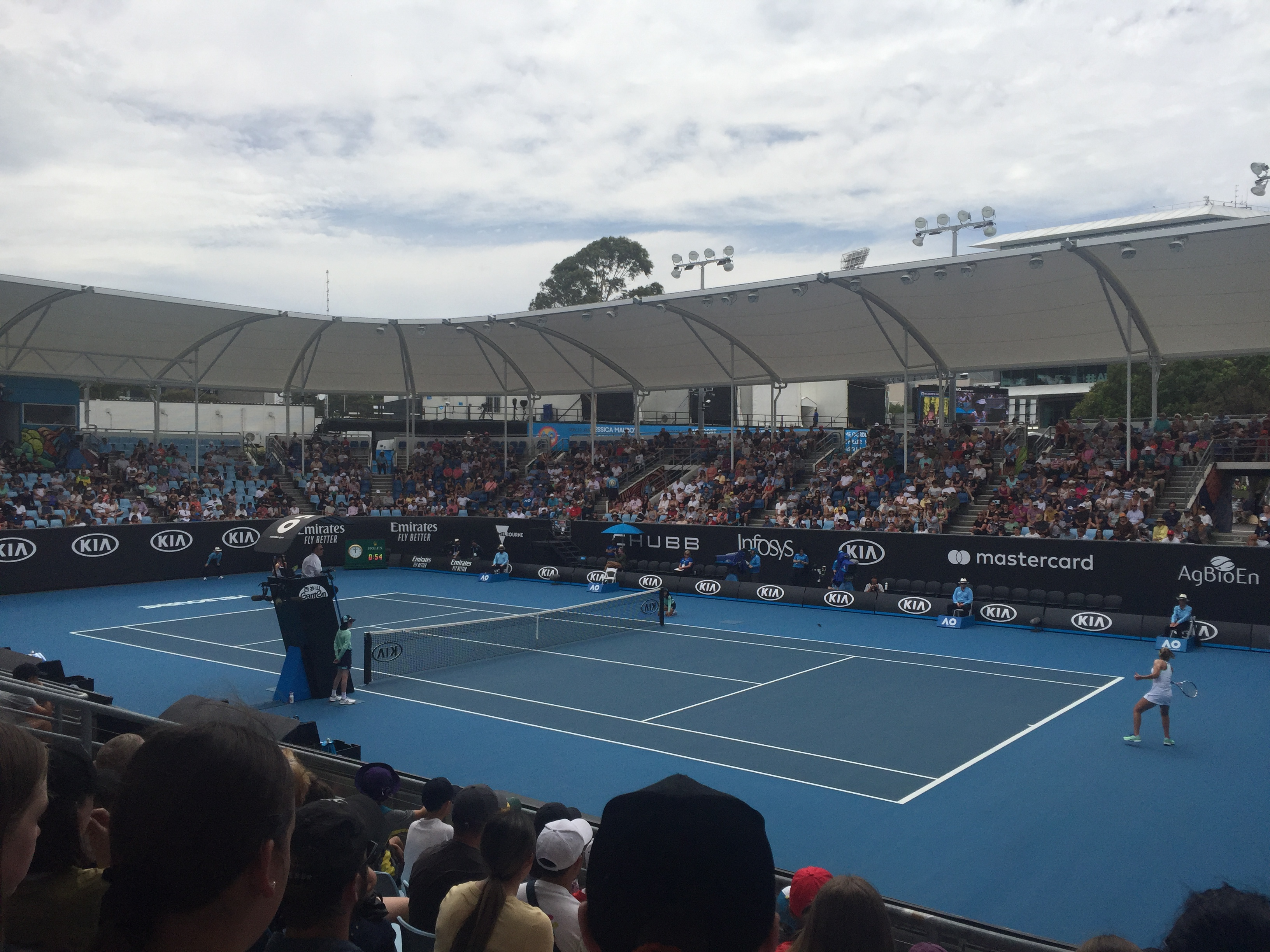
Show Court 3 mit 3.000 Plätzen
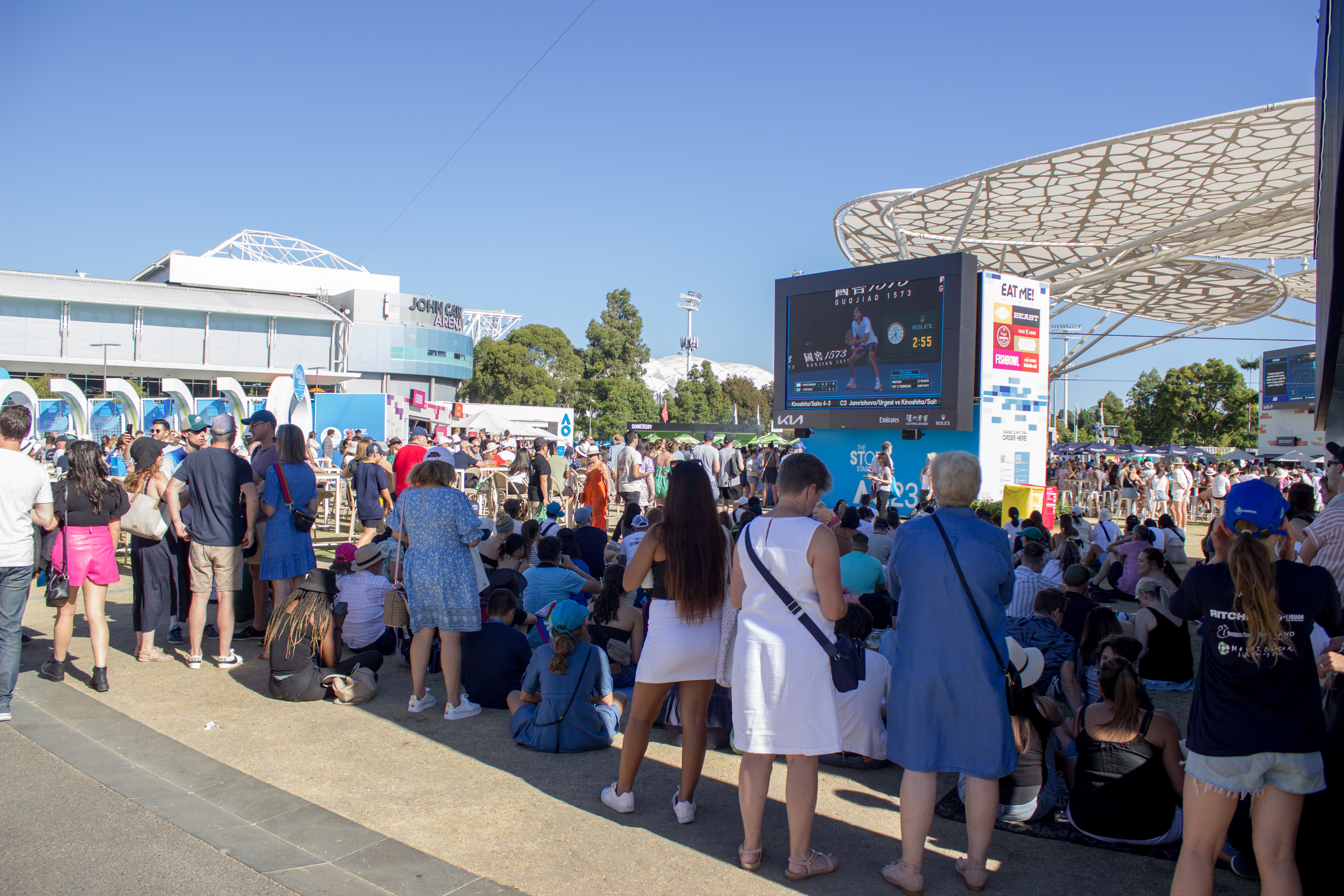
Public Viewing

Auf dem Fed Square des Melbourne-Parks ist eine große Leinwand aufgebaut, die tausenden Zuschauern ein Public Viewing ermöglicht.

## Disziplinen
Im Vordergrund der Australian Open stehen die Einzelwettbewerbe. Insgesamt werden folgende Turniere ausgespielt (siehe auch Australian Open 2024 und alle weiteren Unterseiten für frühere Jahre mit allen Ergebnissen):
- Herreneinzel
- Dameneinzel
- Herrendoppel
- Damendoppel
- Mixed
- Junioreneinzel
- Juniorinneneinzel
- Juniorendoppel
- Juniorinnendoppel
- Herreneinzel-Rollstuhl
- Dameneinzel-Rollstuhl
- Herrendoppel-Rollstuhl
- Damendoppel-Rollstuhl
- Quadeinzel
- Quaddoppel

In den Herren-Wettbewerben wird auf drei Gewinnsätze („best of five“), in den Damen-Wettbewerben auf zwei Gewinnsätze („best of three“) gespielt. Bei Gleichstand 6:6 in einem Satz wird ein Tie-Break bis 7 gespielt. Im März 2022 einigten sich alle vier Grand-Slam-Turniere darauf, im Entscheidungssatz ein Match-Tie-Break einzuführen, das bis 10 gespielt wird, jeweils mit einem Vorsprung von zwei Punkten als Voraussetzung für den Gewinn. Insbesondere zwei sehr lange Matches in Wimbledon waren der Anstoß für die Einführung des Match-Tie-Breaks in den Grand-Slam-Turnieren. 2010 ging die Partie von John Isner gegen den Franzosen Nicolas Mahut über drei Tage, dauerte elf Stunden und fünf Minuten. Isner gewann im fünften Satz 70:68. Eine Gedenktafel an der Wand vor Court 18, wo das Spiel stattfand, erinnert noch heute an diesen Wettkampf. Im Jahre 2018 unterlag Isner mit 24:26 gegen Kevin Anderson im fünften Satz des Halbfinales.

Zu den Tennisregeln siehe 

## Statistik
Anzahl und Prozentsätze gewonnener Matches während allen Australian-Open-Turnieren (Stand: nach den Australian Open 2024):
| Spieler       | Anzahl |
| ------------- | ------ |
| Novak Đoković | 94     |
| Stan Wawrinka | 43     |
| Marin Čilić   | 35     |
| Milos Raonic  | 34     |
| Gaël Monfils  | 34     |

| Spieler       | Anzahl |
| ------------- | ------ |
| Roger Federer | 102    |
| Novak Đoković | 94     |
| Rafael Nadal  | 77     |
| Stefan Edberg | 56     |
| Jack Crawford | 52     |

| Spielerin          | Anzahl |
| ------------------ | ------ |
| Wiktoryja Asaranka | 50     |
| Caroline Wozniacki | 43     |
| Simona Halep       | 35     |
| Madison Keys       | 34     |
| Karolína Plíšková  | 34     |

| Spielerin         | Anzahl |
| ----------------- | ------ |
| Serena Williams   | 92     |
| Margaret Court    | 60     |
| Marija Scharapowa | 57     |
| Lindsay Davenport | 56     |
| Venus Williams    | 54     |

| aktiver Spieler    | Prozentsatz |
| ------------------ | ----------- |
| Novak Đoković      | 91,3 %      |
| Jannik Sinner      | 78,9 %      |
| Stefanos Tsitsipas | 77,4 %      |
| Daniil Medvedev    | 77,1 %      |
| Milos Raonic       | 73,9 %      |

| aktive Spielerin   | Prozentsatz |
| ------------------ | ----------- |
| Aryna Sabalenka    | 81,5 %      |
| Naomi Ōsaka        | 80,0 %      |
| Wiktoryja Asaranka | 78,1 %      |
| Caroline Wozniacki | 74,0 %      |
| Iga Świątek        | 73,9 %      |

## Rekorde
Männer (bis 1968):
- In sämtlichen Wettbewerben: Jack Crawford (Australien) 11 (4 Einzel, 4 Doppel, 3 Mixed)
- Einzel: Roy Emerson (Australien) 6
  - Einzeltitel in Folge: Roy Emerson (Australien) 5
- Doppel: Adrian Quist (Australien) 10
  - Doppeltitel in Folge: Adrian Quist (Australien) 10
- Mixed: Harry Hopman (Australien), Colin Long (Australien) je 4

Männer (ab 1969):
- In sämtlichen Wettbewerben: Novak Đoković (Serbien) 10 (Einzel)
- Einzel: Novak Đoković (Serbien) 10
  - Einzeltitel in Folge: Novak Đoković (Serbien) 3
- Doppel: Bob Bryan (USA), Mike Bryan (USA) 6
  - Doppeltitel in Folge: Bob Bryan (USA), Mike Bryan (USA) je 3
- Mixed: Jim Pugh (USA) 3
- Quad: Sam Schröder gewann seinen sechsten Grand-Slam-Einzeltitel, davon den dritten in Folge bei den Australian Open 2024. Er gewann acht Grand-Slam-Doppeltitel, zuletzt bei den Australian Open 2023.
- Ältester Sieger (2024: Herrendoppel), Rohan Bopanna (Indien), 43 Jahre

Frauen (bis 1968):
- In sämtlichen Wettbewerben: Margaret Smith Court (Australien) 22 (11 Einzel, 7 Doppel, 4 Mixed)
- Einzel: Margaret Smith Court (Australien) 11 (davon 7 vor 1968)
  - Einzeltitel in Folge: Margaret Smith Court (Australien) 7
- Doppel: Thelma Coyne Long (Australien) 12
  - Doppeltitel in Folge: Thelma Coyne Long (Australien), Nancye Wynne Bolton (Australien) je 5
- Mixed: Daphne Akhurst Cozens (Australien), Nancye Wynne Bolton (Australien), Thelma Coyne Long (Australien), Margaret Smith Court (Australien) je 4

Frauen (ab 1969):
- In sämtlichen Wettbewerben: Martina Navrátilová (Tschechien/USA) 12 (3 Einzel, 8 Doppel, 1 Mixed)
- Einzel: Serena Williams (USA) 7
  - Einzeltitel in Folge: Margaret Smith Court (Australien), Evonne Goolagong-Cawley (Australien), Steffi Graf (Deutschland), Monica Seles (USA), Martina Hingis (Schweiz) je 3
- Doppel: Martina Navrátilová (Tschechien/USA) 8
  - Doppeltitel in Folge: Martina Navrátilová (Tschechien/USA), Pam Shriver (USA) je 7
- Mixed: Jana Novotná (Tschechien), Larisa Neiland (Lettland) je 2
- Rollstuhltennis: Diede de Groot, die Rollstuhlsiegerin der AO 2024, erreichte ihren 13. Grand-Slam-Einzeltitel in Folge davon den Vierten Titel in Folge bei den Australian Open. Im Rollstuhltennis im Damendoppel erreichte sie den 18. Doppeltitel, davon ebenfalls den Vierten Titel in Folge bei den Australian Open. Insgesamt erreichte sie 39 Grand-Slam-Titel (21 im Einzel und 18 im Doppel). Hinzu kommt je eine Goldmedaille in den Paralympics 2020 im Einzel und Doppel.

Schnellster Aufschläger:
- Zhang Zhizhen, 2024, 235 km/h (146 mph)
- Ben Shelton, 2024, 231 km/h (143,5 mph)
- Nick Kyrgios, 2022, 228 km/h (141,7 mph)

(Als schnellster Aufschläger aller Zeiten wird John Isner mit 253 km/h (157,2 mph) beim Davis Cup 2016 geführt.)
Schnellste Aufschlägerin:
- Serena Williams, 2013, 207 km/h (128,6 mph)
- Nadija Kitschenok, 2015, 202 km/h (125,5 mph)
- Denisa Šátralová, 2015, mit Coco Gauff, 2024, 201 km/h (124,9 mph)

(Als schnellste Aufschlägerin wird Sabine Lisicki mit 210,8 km/h (131,0 mph) in Bank of the West Classic 2014 geführt.)
Längste Matches
- Herren 
  - Novak Đoković ./. Rafael Nadal – 2012 Finale: 5 Stunden, 53 Minuten; Ergebnis: Đoković gewann 5–7, 6–4, 6–2, 6–75, 7–5
  - Andy Murray ./. Thanasi Kokkinakis – 2023 2. Runde: 5 Stunden 45 Minuten; Ergebnis: Murray gewann 4–6, 6–77, 7–65, 6–3, 7–5
  - Rafael Nadal ./. Daniil Medwedew – 2022 Finale: 5 Stunden 24 Minuten; Ergebnis: Nadal gewann 2–6, 6–75, 6–4, 6–4, 7–5
  - Ivo Karlović ./. Horacio Zeballos – 2017 1. Runde: 5 Stunden 15 Minuten; Ergebnis: Karlović gewann 6–76, 3–6, 7–5, 6–2, 22–20
  - Rafael Nadal ./. Fernando Verdasco – 2009 Halbfinale: 5 Stunden 14 Minuten; Ergebnis: Nadal gewann 6–74, 6–4, 7–62, 6–71, 6–4
- Damen
  - Francesca Schiavone ./. Swetlana Kusnezowa – 2011 Achtelfinale: 4 Stunden 44 Minuten; Ergebnis: Schiavone gewann 6–4, 1–6, 16–14
  - Barbora Strýcová ./. Regina Kulikowa – 2010 1. Runde: 4 Stunden 19 Minuten; Ergebnis: Strýcová gewann 7–65, 6–710, 6–3
  - Simona Halep ./. Lauren Davis – 2018 3. Runde: 3 Stunden 44 Minuten; Ergebnis: Halep gewann 4–6, 6–4, 15–13
  - Svetlana Kuznetsova ./. Jelena Janković – 2017 3. Runde: 3 Stunden 36 Minuten; Ergebnis: Kuznetsova gewann 6–4, 5–7, 9–7
  - Chanda Rubin ./. Arantxa Sánchez Vicario – 1996 Viertelfinale: 3 Stunden 33 Minuten; Ergebnis: Rubin gewann 6–4, 2–6, 16–14

Längster Match-Tie-Break:
- 2024, 2. Runde: 22:20 Anna Blinkowa : Jelena Rybakina

Siehe auch:

## Gewinner aus dem deutschsprachigen Raum
Drei Deutsche, drei Schweizer, ein Österreicher und ein Italiener aus Südtirol konnten bisher die Australian Open gewinnen:
| Sieger           | Wettbewerb                    | Anzahl Siege | Jahre |
| ---------------- | ----------------------------- | ------------ | --- |
| Boris Becker     | Herreneinzel                  | 2            | 1991, 1996 |
| Steffi Graf      | Dameneinzel                   | 4            | 1988, 1989, 1990, 1994 |
| Angelique Kerber | Dameneinzel                   | 1            | 2016 |
| Roger Federer    | Herreneinzel                  | 6            | 2004, 2006, 2007, 2010, 2017, 2018 |
| Stan Wawrinka    | Herreneinzel                  | 1            | 2014 |
| Martina Hingis   | Dameneinzel Damendoppel Mixed | 3 5 2        | 1997–1999 1997 (mit Natallja Swerawa) 1998 (mit Mirjana Lučić) 1999 (mit Anna Kurnikowa) 2002 (mit Anna Kurnikowa) 2016 (mit Sania Mirza) 2006 (mit Mahesh Bhupathi) 2015 (mit Leander Paes) |
| Oliver Marach    | Herrendoppel                  | 1            | 2018 (mit Mate Pavić) |
| Jannik Sinner    | Herreneinzel                  | 2            | 2024, 2025 |

## Trophäen

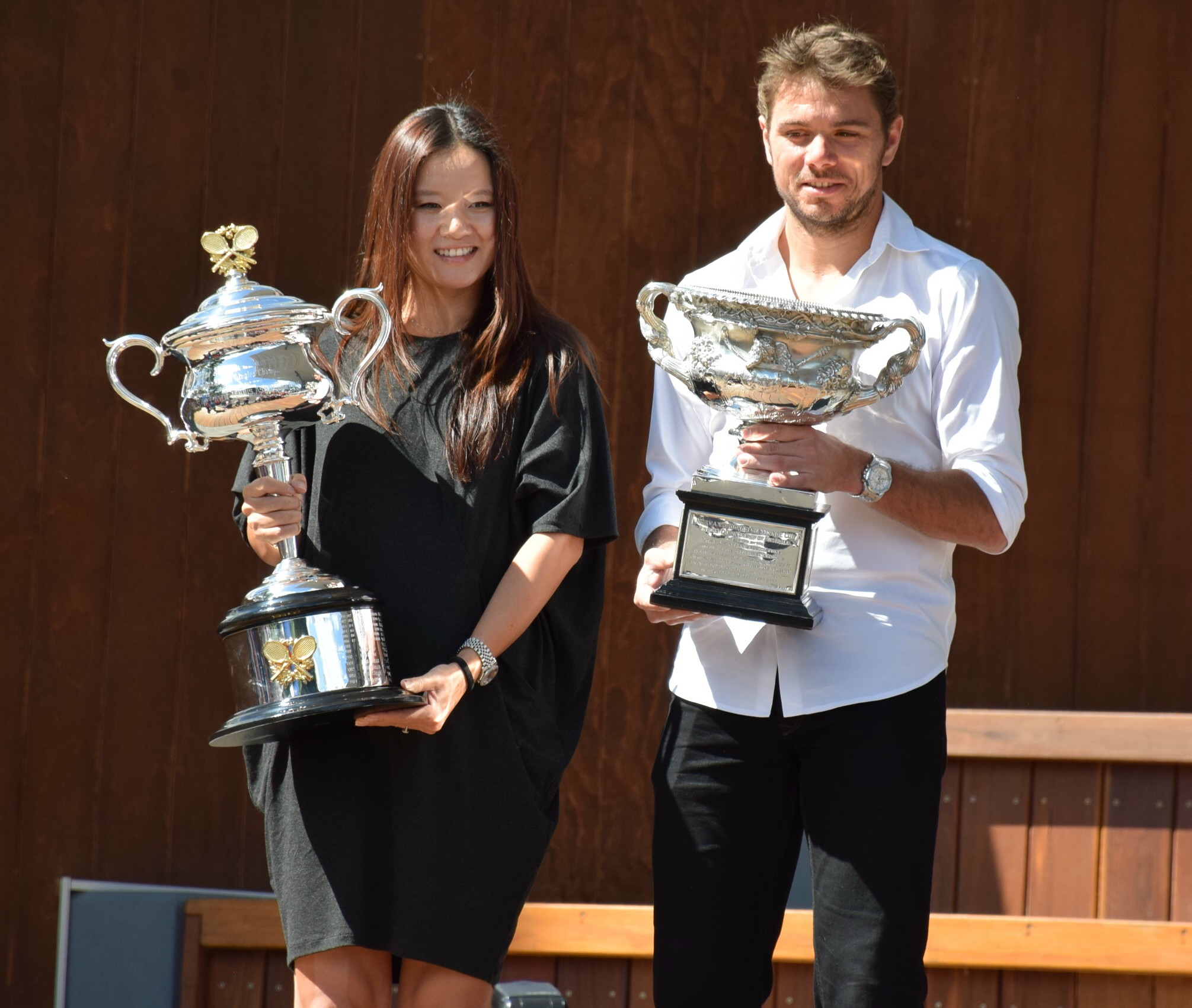
Die Einzelsieger von 2014, Li Na mit dem Akhurst Memoria Cup und Stan Wawrinka mit dem Norman Brookes Challenge Cup, die seit 1930 vergeben werden.

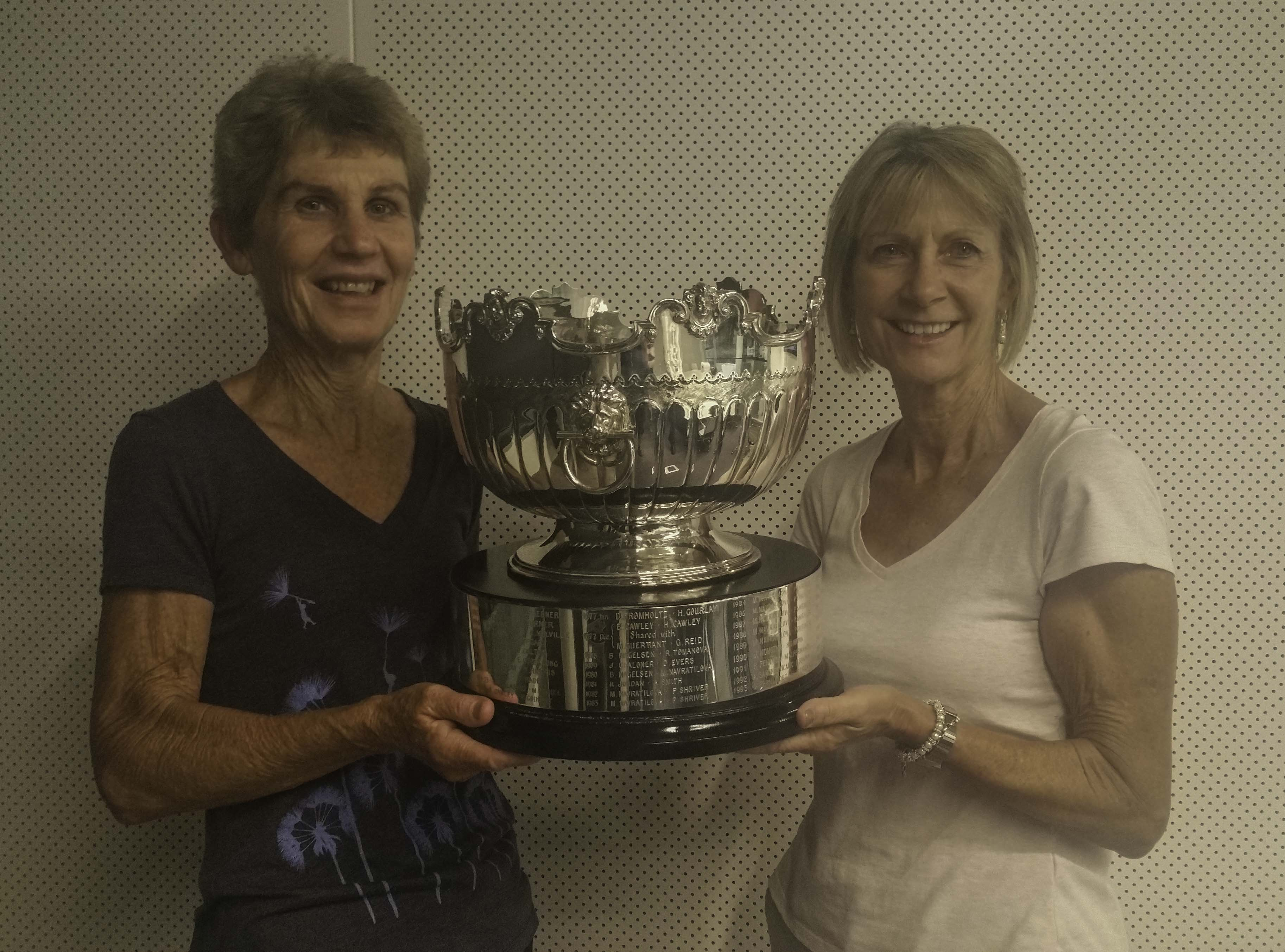
Siegerpokal für die Siegerinnen im Damendoppel, hier: 1979, Diane Evers und Judy Chaloner, den sie nachträglich erhalten haben

- Der Norman Brookes Challenge Cup ist nach dem verstorbenen Sir Norman Brookes (1877–1968) benannt, einem ehemaligen australischen Tennischampion. Er wird dem Sieger im Herreneinzel überreicht. Er wurde erstmals 1934 bei den australischen Meisterschaften an Fred Perry verliehen
- Der Daphne Akhurst Memorial Cup ist nach der verstorbenen Daphne Akhurst (1903–1933) benannt, einer fünfmaligen Gewinnerin des Dameneinzels. Er wird der Siegerin im Dameneinzel überreicht. Er wurde erstmals 1934 bei den australischen Meisterschaften an Joan Hartigan verliehen.

Als Partner und offizieller Trophäenhersteller der Australian Open fertigt ABC Bullion jedes Jahr die gesamte Palette an Spielertrophäen aus 100 % australischem Silber. Die Palette umfasst die Nachbildungen des Daphne Akhurst Memorial Cup und des Norman Brookes Challenge Cup, die von den AO-Siegern im Damen- und Herren-Einzel behalten dürfen. ABC Bullion hat auch die Doppel-, Rollstuhl-, Junior-, Legenden- und Zweitplatzierten-Trophäen sowie die Gedenktafeln für die Schiedsrichter der Endspiele geschaffen, wobei alle 2024-Trophäen Edelmetalle aus der Cadia-Mine in enthalten.

## Preisgelder
Insgesamt werden 2025 96.500.000 Australische Dollar (58.203.300 €) Preisgeld an die Tennisspieler ausgeschüttet. Damit hat sich das Preisgeld im Vergleich zum Vorjahr um 12 % erhöht. Es handelt sich erneut um einen Preisgeld-Rekord. Die Preisgelder ab dem Viertelfinale wurden seit 2021 deutlich verringert, die der früheren Runden dafür deutlich erhöht. Von 2010 bis 2020 hatte sich das Preisgeld bei den Herren- und Dameneinzeln für den Turniersieg von 2,1 Millionen auf 4,12 Millionen Australische Dollar fast verdoppelt, bevor es 2021 beinahe halbiert wurde und seitdem wieder jährlich stieg. 2022 betrug der Gesamtumsatz, der durch die Australian Open erzielt wurde, 505,786 Millionen. Ein Jahr zuvor waren es noch 358,034 Millionen. Es wurden 15,1 % des Umsatzes an die Spieler ausgeschüttet. Das Preisgeld der Australian Open hat sich in den letzten 20 Jahren seit 2005, als es 19,1 Millionen AU-Dollar betrug, mehr als vervierfacht. Das Preisgeld hat sich von 40 Millionen AU-Dollar im Jahr 2015 (10 Jahre) mehr als verdoppelt. Seit 2001 erhalten die Herren und Damen bei den Australian Open ein Preisgeld in gleicher Höhe. Generiert werden die Einnahmen aus den Rundfunk- und Fernsehrechten zu 35 %, aus Ticketverkäufen ebenfalls zu 35 %. 20 % stammen von Sponsoren und 10 % aus Rechtevergaben und Verkäufen im Fanshop. Auch 2024 und 2025 wurden die Siegerprämien in Höhe von 4.120.000 AU$ aus dem Jahr 2020 nicht erreicht, die Novak Đoković und Sofia Kenin erhielten.
Verteilung der Preisgelder:
- Einzelwettbewerbe: 68,8 %
- Qualifikation Einzelwettbewerbe: 10,3 %
- Doppelwettbewerbe: 10,9 %
- Mixed: 1,6 %
- Sonstige: 8,4 %

Preisgelder unterliegen der australischen Einkommensteuer. Über dem Grundfreibetrag von 18.200 Australischen Dollar wird für jeden dieses Einkommen überschreitenden Dollar die Steuer stufenweise mit einem Grenzsteuersatz von 19 Prozent bis maximal 45 Prozent (ab 180.000 AU$) erhoben.
| Preisgelder seit 2010 (in Australischen Dollar) – Einzelwettbewerbe | Preisgelder seit 2010 (in Australischen Dollar) – Einzelwettbewerbe | Preisgelder seit 2010 (in Australischen Dollar) – Einzelwettbewerbe | Preisgelder seit 2010 (in Australischen Dollar) – Einzelwettbewerbe | Preisgelder seit 2010 (in Australischen Dollar) – Einzelwettbewerbe | Preisgelder seit 2010 (in Australischen Dollar) – Einzelwettbewerbe | Preisgelder seit 2010 (in Australischen Dollar) – Einzelwettbewerbe | Preisgelder seit 2010 (in Australischen Dollar) – Einzelwettbewerbe | Preisgelder seit 2010 (in Australischen Dollar) – Einzelwettbewerbe |
| ------------------------------------------------------------------- | ------------------------------------------------------------------- | ------------------------------------------------------------------- | ------------------------------------------------------------------- | ------------------------------------------------------------------- | ------------------------------------------------------------------- | ------------------------------------------------------------------- | ------------------------------------------------------------------- | ------------------------------------------------------------------- |
| Jahr                                                                | Sieg                                                                | Finale                                                              | Halbfinale                                                          | Viertelfinale                                                       | Achtelfinale                                                        | 3. Runde                                                            | 2. Runde                                                            | 1. Runde                                                            |
| 2010                                                                | 2.100.000                                                           | 1.050.000                                                           | 0400.000                                                            | 200.000                                                             | 089.000                                                             | 052.000                                                             | 031.500                                                             | 019.500                                                             |
| 2011                                                                | 2.200.000                                                           | 1.100.000                                                           | 0420.000                                                            | 210.000                                                             | 093.000                                                             | 054.500                                                             | 032.000                                                             | 020.000                                                             |
| 2012                                                                | 2.300.000                                                           | 1.150.000                                                           | 0437.000                                                            | 218.500                                                             | 109.250                                                             | 054.625                                                             | 033.300                                                             | 020.000                                                             |
| 2013                                                                | 2.430.000                                                           | 1.215.000                                                           | 0500.000                                                            | 250.000                                                             | 125.000                                                             | 071.000                                                             | 045.500                                                             | 027.600                                                             |
| 2014                                                                | 2.650.000                                                           | 1.325.000                                                           | 0540.000                                                            | 270.000                                                             | 135.000                                                             | 075.000                                                             | 050.000                                                             | 030.000                                                             |
| 2015                                                                | 3.100.000                                                           | 1.550.000                                                           | 0650.000                                                            | 340.000                                                             | 175.000                                                             | 097.500                                                             | 060.000                                                             | 034.500                                                             |
| 2016                                                                | 3.400.000                                                           | 1.700.000                                                           | 0750.000                                                            | 375.000                                                             | 193.000                                                             | 108.000                                                             | 067.000                                                             | 038.500                                                             |
| 2017                                                                | 3.700.000                                                           | 1.900.000                                                           | 0900.000                                                            | 440.000                                                             | 220.000                                                             | 130.000                                                             | 080.000                                                             | 050.000                                                             |
| 2018                                                                | 4.000.000                                                           | 2.000.000                                                           | 0880.000                                                            | 440.000                                                             | 240.000                                                             | 142.500                                                             | 090.000                                                             | 060.000                                                             |
| 2019                                                                | 4.100.000                                                           | 2.050.000                                                           | 0920.000                                                            | 460.000                                                             | 260.000                                                             | 155.000                                                             | 105.000                                                             | 075.000                                                             |
| 2020                                                                | 4.120.000                                                           | 2.065.000                                                           | 1.040.000                                                           | 525.000                                                             | 300.000                                                             | 180.000                                                             | 128.000                                                             | 090.000                                                             |
| 2021                                                                | 2.750.000                                                           | 1.500.000                                                           | 0850.000                                                            | 525.000                                                             | 320.000                                                             | 215.000                                                             | 150.000                                                             | 100.000                                                             |
| 2022                                                                | 2.875.000                                                           | 1.575.000                                                           | 0895.000                                                            | 358.000                                                             | 328.000                                                             | 221.000                                                             | 154.000                                                             | 103.000                                                             |
| 2023                                                                | 2.975.000                                                           | 1.625.000                                                           | 0925.000                                                            | 555.250                                                             | 338.250                                                             | 227.925                                                             | 158.850                                                             | 106.250                                                             |
| 2024                                                                | 3.150.000                                                           | 1.725.000                                                           | 0990.000                                                            | 600.000                                                             | 375.000                                                             | 255.000                                                             | 180.000                                                             | 120.000                                                             |
| 2025                                                                | 3.500.000                                                           | 1.900.000                                                           | 1.100.000                                                           | 665.000                                                             | 420.000                                                             | 290.000                                                             | 200.000                                                             | 132.000                                                             |

In den Qualifikationsrunden, an denen weitere 128 Spieler teilnehmen, beträgt 2025 das Preisgeld in der 1. Qualifikationsrunde 35.000, in der 2. Qualifikationsrunde 49.000 und in der 3. Qualifikationsrunde 72.000.
| Preisgelder seit 2020 (in Australischen Dollar) – Doppelwettbewerbe | Preisgelder seit 2020 (in Australischen Dollar) – Doppelwettbewerbe | Preisgelder seit 2020 (in Australischen Dollar) – Doppelwettbewerbe | Preisgelder seit 2020 (in Australischen Dollar) – Doppelwettbewerbe | Preisgelder seit 2020 (in Australischen Dollar) – Doppelwettbewerbe | Preisgelder seit 2020 (in Australischen Dollar) – Doppelwettbewerbe | Preisgelder seit 2020 (in Australischen Dollar) – Doppelwettbewerbe | Preisgelder seit 2020 (in Australischen Dollar) – Doppelwettbewerbe |
| ------------------------------------------------------------------- | ------------------------------------------------------------------- | ------------------------------------------------------------------- | ------------------------------------------------------------------- | ------------------------------------------------------------------- | ------------------------------------------------------------------- | ------------------------------------------------------------------- | ------------------------------------------------------------------- |
| Jahr                                                                | Sieg                                                                | Finale                                                              | Halbfinale                                                          | Viertelfinale                                                       | Achtelfinale                                                        | Runde der 32                                                        | Runde der 64                                                        |
| 2020                                                                | 760.000                                                             | 380.000                                                             | 200.000                                                             | 110.000                                                             | 62.000                                                              | 38.000                                                              | 25.000                                                              |
| 2021                                                                | 600.000                                                             | 340.000                                                             | 200.000                                                             | 110.000                                                             | 65.000                                                              | 45.000                                                              | 30.000                                                              |
| 2022                                                                | 675.000                                                             | 360.000                                                             | 205.000                                                             | 113.000                                                             | 65.250                                                              | 45.100                                                              | 40.050                                                              |
| 2023                                                                | 695.000                                                             | 370.000                                                             | 210.000                                                             | 116.500                                                             | 67.250                                                              | 45.500                                                              | 30.975                                                              |
| 2024                                                                | 730.000                                                             | 400.000                                                             | 227.500                                                             | 128.000                                                             | 75.000                                                              | 53.000                                                              | 36.000                                                              |
| 2025                                                                | 810.000                                                             | 440.000                                                             | 250.000                                                             | 142.000                                                             | 82.000                                                              | 58.000                                                              | 40.000                                                              |

Die Preisgelder in den Doppelwettbewerben erhält jeweils das Doppelteam.
| Preisgelder seit 2020 (in Australischen Dollar) – Mixedwettbewerbe | Preisgelder seit 2020 (in Australischen Dollar) – Mixedwettbewerbe | Preisgelder seit 2020 (in Australischen Dollar) – Mixedwettbewerbe | Preisgelder seit 2020 (in Australischen Dollar) – Mixedwettbewerbe | Preisgelder seit 2020 (in Australischen Dollar) – Mixedwettbewerbe | Preisgelder seit 2020 (in Australischen Dollar) – Mixedwettbewerbe | Preisgelder seit 2020 (in Australischen Dollar) – Mixedwettbewerbe |
| ------------------------------------------------------------------ | ------------------------------------------------------------------ | ------------------------------------------------------------------ | ------------------------------------------------------------------ | ------------------------------------------------------------------ | ------------------------------------------------------------------ | ------------------------------------------------------------------ |
| Jahr                                                               | Sieg                                                               | Finale                                                             | Halbfinale                                                         | Viertelfinale                                                      | Achtelfinale                                                       | Runde der 32                                                       |
| 2020                                                               | 190.000                                                            | 100.000                                                            | 50.000                                                             | 24.000                                                             | 12.000                                                             | 6.250                                                              |
| 2021                                                               | 150.000                                                            | 85.000                                                             | 45.000                                                             | 24.000                                                             | 12.000                                                             | 6.250                                                              |
| 2022                                                               | 154.500                                                            | 87.550                                                             | 46.350                                                             | 24.750                                                             | 12.350                                                             | 6.450                                                              |
| 2023                                                               | 157.750                                                            | 89.450                                                             | 47.500                                                             | 25.500                                                             | 12.650                                                             | 6.600                                                              |
| 2024                                                               | 165.000                                                            | 94.000                                                             | 50.000                                                             | 26.500                                                             | 13.275                                                             | 6.900                                                              |
| 2025                                                               | 175.000                                                            | 97.750                                                             | 52.500                                                             | 27.750                                                             | 14.000                                                             | 7.250                                                              |

Die Preisgelder in den Mixedwettbewerben erhält jeweils das Mixedteam.
Beim Junioren-Tennisturnier, an denen 14- bis 18-Jährige teilnehmen, gibt es kein Preisgeld, da es als unangemessen angesehen wird, Kinder dem Druck auszusetzen, direkt um Geld zu spielen. Es sind reine Amateurwettbewerbe. Ist ein Sachpreis für den Sieger vorgesehen, darf dessen Wert 750 US$ nicht überschreiten. Sie erhalten jedoch Ranglistenpunkte, die für ihre internationale Junioren-Rangliste angerechnet werden. Mit jährlichen Beiträgen aus den vier Grand-Slam-Turnieren unterstützt das Grand Slam Player Development Programme der ITF Spieler direkt durch Grand Slam Player Grants, (Stipendien) die erstmals 2017 eingeführt wurden, um internationale Wettkampferfahrung zu sammeln. Insgesamt 51 Nachwuchs- und Profispieler erhielten im Jahr 2023 Zuschüsse von bis zu 25.000 US-Dollar, wobei zwei Spieler 50.000 US-Dollar an Stipendium erhielten.
Das Gesamtpreisgeld, das bei den Rollstuhlwettbewerben ausgelobt wird, beträgt 1,6 Millionen AU$, während die Männer-, Frauen- und Quad-Divisionen alle das gleiche Preisgeld haben, wobei den Gewinnern 109.000 AU$ winken.

## Vergleich der Preisgelder für die Sieger
| Veranstaltung   | Preisgeld     | in Euro     |
| --------------- | ------------- | ----------- |
| US Open         | 3.000.000 $   | 2.765.869 € |
| Wimbledon       | 2.350.000 £   | 2.758.406 € |
| French Open     | 2.300.000 €   | 2.300.000 € |
| Australian Open | 2.975.000 AU$ | 1.761.694 € |

| Veranstaltung   | Preisgeld     | in Euro     |
| --------------- | ------------- | ----------- |
| US Open         | 3.600.000 $   | 3.290.058 € |
| Wimbledon       | 2.700.000 £   | 3.199.581 € |
| French Open     | 2.400.000 €   | 2.400.000 € |
| Australian Open | 3.150.000 AU$ | 1.906.695 € |

| Veranstaltung   | Preisgeld     | in Euro     |
| --------------- | ------------- | ----------- |
| US Open         | 5.000.000 $   | 4.295.850 € |
| Wimbledon       | 3.000.000 £   | 3.524.730 € |
| French Open     | 2.550.000 €   | 2.550.000 € |
| Australian Open | 3.500.000 AU$ | 2.111.000 € |

## Teilnehmer
Für das Hauptfeld in den Einzelwettbewerben qualifizieren sich 128 Spieler.
- 104 Plätze werden an die Bestplatzierten des WTA-/ATP-Rankings vergeben[25][26]
- 16 Plätze werden über das vorausgehende Qualifikationsturnier vergeben
- 8 Wildcards werden von der Turnierleitung vergeben

Seit dem Wimbledonturnier 2001 wurde die Setzliste bei den Grand Slams im Herreneinzel und Dameneinzel von 16 auf 32 gesetzte Spieler angehoben. In den übrigen Wettbewerben bleibt es bei 16. Die Setzliste verhindert, dass die besten Spielerinnen bzw. Spieler gleich in den ersten Runden aufeinander treffen können. 32 Spieler beziehungsweise 32 Spielerinnen werden deshalb gesetzt. Die übrigen Teilnehmer werden hinzugelost. Auch unter den ersten 32 Spielern wird gelost. Die einzig festen Positionen beim Setzen haben die 1 (oberste Linie im Board) und die 2 (unterste Linie). Die Nr. 3 und 4 werden gelost, d. h. wird die 4 zuerst gezogen, kommt sie in die obere Hälfte zur 1 und die 3 geht nach unten zur 2 und umgekehrt.

### Australian Open, Grand Slam of Asia-Pacific
Das Australian Open Asia-Pacific Wildcard Play-off (AWP) findet in Chengdu, China, mit Unterstützung des Chinesischen Tennisverbands im November vor den Australian Open statt. Hauptfeld-Wildcards werden an die siegreichen Einzel- und Doppel-Tennisspieler aus dem asiatisch-pazifischen Raum vergeben. Das AWP steht allen Nationalspielern aus dem asiatisch-pazifischen Raum mit einer Weltranglistenposition von 105+ für Männer und Frauen offen, mit Ausnahme Australischer Spielerinnen und Spieler. Spieler mit einer Weltranglistenposition von 1–104 für Männer und Frauen können sich ebenfalls für die Teilnahme bewerben. Um teilnahmeberechtigt zu sein, müssen die Spieler mindestens einen ATP-/WTA-/ITF-World-Tour-Ranglistenpunkt im Einzel oder Doppel haben.

## Weltranglistenpunkte
Der Sieger im Herren-Einzel erhält – wie bei allen Grand-Slam-Turnieren – 2000 Punkte für die ATP-Weltrangliste. Die ATP hat im Vorfeld der Saison 2024 Änderungen bezüglich der Punkteverteilung auf der Tour bekannt gegeben. Demzufolge werden künftig mehr Punkte vergeben, allerdings nicht an die Sieger. Bei einem Grand-Slam-Event etwa erhalten Finalisten 1300 Zähler (bisher 1200), Halbfinalisten 800 (bisher 720) und Viertelfinalisten 400 Punkte (bisher 360). Die Siegerin im Damen-Einzel erhält 2000 Punkte für die WTA-Weltrangliste, die Finalistin 1300 Punkte. Für das Erreichen des Halbfinales erhält man 780 Punkte, des Viertelfinales 430 Punkte, des Achtelfinales 240 Punkte.

## Zuschauerzahlen
2023 zählten die Australien Open 902.312 Zuschauer. Damit war das Turnier das besucherstärkste der Welt, wurde jedoch durch die US Open 2023 mit 957.387 Zuschauern übertroffen. Der Zuschauerrekord ging 2025 erneut an die Australian Open mit 1.218.831 Zuschauern, nachdem bereits 2024 1.110.657 Zuschauer gekommen waren. Weltweit haben 2 Milliarden Menschen das Turnier am Fernseher verfolgt. Die Endspiele im Einzel erzielen regelmäßig eine Sehbeteiligung von 70 bis 80 Prozent.

## Australian Open 2026
Die 114. Australian Open 2026 finden vom 18. Januar bis 1. Februar 2026 im Melbourne Park statt.